# Bo Forssander

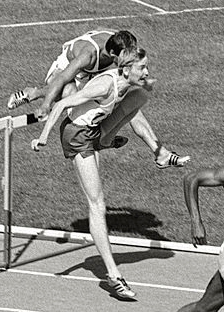
Bo Forssander bei den Olympischen Spielen 1968

Bo Forssander (Bo Erik Örjan „Skackan“ Forssander; * 2. August 1942 in Hässleholm) ist ein ehemaliger schwedischer Hürdenläufer und Sprinter.
Über 110 Meter Hürden erreichte er bei den Olympischen Spielen 1964 in Tokio das Halbfinale. 1966 wurde er Achter bei den Europameisterschaften in Budapest und 1968 Sechster bei den Olympischen Spielen in Mexiko-Stadt. Bei den Europameisterschaften 1969 in Athen schied er im Halbfinale aus, und beim Europacup 1970 in Stockholm wurde er Zweiter. Bei den Olympischen Spielen 1972 in München kam er nicht über den Vorlauf hinaus.
Zehnmal wurde er Schwedischer Meister über 110 Meter Hürden (1960, 1961, 1963, 1964, 1967–1972) und einmal über 100 Meter (1967). 1972 wurde er Schwedischer Hallenmeister über 60 Meter Hürden.

## Persönliche Bestzeiten
- 100 m: 10,7 s, 12. August 1967, Skövde
- 110 m Hürden: 13,73 s, 17. Oktober 1968, Mexiko-Stadt